# Euphorbia heyligersiana
Euphorbia heyligersiana es una especie fanerógama perteneciente a la familia de las euforbiáceas.  Es originaria de Papúa Nueva Guinea.

## Taxonomía
Euphorbia heyligersiana fue descrita por Paul Irwin Forster y publicado en Austrobaileya 4(2): 251. 1994.
Etimología
Euphorbia: nombre genérico que deriva del médico griego del rey Juba II de Mauritania (52 a 50 a. C. - 23), Euphorbus, en su honor – o en alusión a su gran vientre –  ya que usaba médicamente Euphorbia resinifera. En 1753 Carlos Linneo asignó el nombre a todo el género.
heyligersiana: epíteto otorgado  en honor del  especialista australiano de la Csiro Petrus Cornelis Heyligers, quien descubrió la planta.